# Tomislav Karamarko
Tomislav Karamarko (pronuncia [tǒmislaʋ karamǎːrko] -; Zara, 25 maggio 1959) è un politico croato, già ministro dell'interno dal 2008 al 2011 e leader dell'opposizione dal 2012 al 2016, oltre che presidente dell'Unione Democratica Croata, e Vice primo ministro della Croazia dal 22 gennaio al 15 giugno 2016.

## Formazione e famiglia
Karamarko nasce a Zara, al tempo nella Repubblica Socialista di Croazia all'interno della Jugoslavia socialista. A cinque anni si trasferisce con la famiglia a Zagabria. Frequenta le elementari a Kruševo presso Obrovac e il liceo a Zagabria. Nel 1979 si iscrive alla facoltà di legge dell'Università di Zagabria, ma lascia gli studi e si reiscrive a Storia alla Facoltà di Scienze Sociali e Umane nel 1982, dove si laurea nel 1989.
Negli anni '80 Karamarko incontra la futura moglie Enisa Muftić, figlia di Osman Muftić, che in seguito sarà ministro della scienza nel breve governo Mesic del 1990. 
Nel 1987 sposa Enisa, da cui ha tre figli: Lana, Martin e Katarina. Si separano nel 2011, e nel 2015 Karamarko si risposa con Ana Šarić.
Nel 1987, con l'aiuto di preti cattolici, Karamarko trova lavoro come storico archivista negli Archivi di Stato.
Secondo il giornalista Željko Peratović sarebbe invece stata l'UDBA ad aiutarlo a trovare un lavoro agli Archivi di Stato croati al termine degli studi.
Anche per l'ex premier Josip Manolić, per il quale lavorava come capo di gabinetto, Karamarko avrebbe lavorato per i servizi segreti jugoslavi, l'UDBA, dopo essere stato da questi ricattato per essere stato coinvolto in attività criminali minori.

## Carriera politica
Nel 1989 Karamarko è tra i fondatori dell'Unione Democratica Croata. Prima dell'elezione di Franjo Tuđman a presidente, Karamarko sostiene la candidatura di Marko Veselica o Vlado Veselica. Presto viene coinvolto da un influente membro dell'HDZ, Vice Vukojević nell'organizzazione della prima assemblea del partito. Nel 1991 Karamarko si occupa di organizzare l'alloggio per gli sfollati delle Krajine, accrescendo la propria reputazione nell'area di Zara.
Dietro raccomandazione di Vukojević, assistente del ministero degli interni, e di Josip Perković, assistente ministro della difesa, il 17 giugno 1991 Karamarko è nominato capo gabinetto del premier Josip Manolić, e mantiene l'incarico con il successore Franjo Gregurić. Presto entra in confidenza anche con Stjepan Mesić.
Il 10 settembre 1992, con la formazione della Seconda assemblea del Parlamento croato, Mesic, allora Speaker del Parlamento, lo nomina proprio capo gabinetto, posto che Karamarko mantiene fino al 15 giugno 1993, quando viene nominato a capo della polizia di Zagabria.
Dal 1993 al 1996 Karamarko è direttore dell'amministrazione della Polizia di Zagabria, e dal 1996 al 1998 assistente ministro degli affari interni. Alla fine della sua carriera dal assistente ministro assume la segreteria dell'Automobile Club di Croazia.
Ne 2000 Karamarko è a capo della campagna elettorale di Stjepan Mesić per le elezioni presidenziali. Mesić, allora membro dell'HDZ, vince con il 56% al ballottaggio. Karamarko viene allora nominato suo consigliere per la sicurezza nazionale.
Negli anni 2000 Karamarko è a capo di tutti i servizi segreti del paese, a rotazione. Dal 2000 al 2002 Karamarko è a capo dell'Ufficio di Sicurezza Nazionale (UNS),  dell'Agenzia di Controspionaggio (POA) dal 2004 al 2006, e dell'Agenzia di Sicurezza e Intelligence (SOA) dal 2006 al 2008 .
Nell'ottobre 2008 il primo ministro Ivo Sanader lo nomina Ministro dell'Interno, posto che mantiene fino a quando l'HDZ è sconfitto alle elezioni politiche del dicembre 2011. Nel maggio 2012 Karamarko vince le elezioni interne al partito e diviene il quarto presidente dell'HDZ, succedendo all'ex premier Jadranka Kosor e assumendo la carica di leader dell'opposizione rispetto al governo socialdemocratico di Zoran Milanović. Karamarko contesta le elezioni politiche del 2015 e dichiara vittoria per aver ottenuto con l'HDZ la maggioranza relativa, ma di fatto l'ago della bilancia è il partito indipendente MOST, che gli impedisce l'accesso alla carica di primo ministro.